# Кастро де Филабрес
Кастро де Филабрес (на испански: Castro de Filabres) е населено място и община в Испания. Намира се в провинция Алмерия, в състава на автономната област Андалусия. Общината влиза в състава на района (комарка) Лос Филабрес Табернас. Заема площ от 29 km². Населението му е 154 души (по данни от 2010 г.). Разстоянието до административния център на провинцията е 48 km.

## Демография
| 1996 | 1998 | 1999 | 2000 | 2001 | 2002 | 2003 | 2004 | 2005 | 2006 |
| ---- | ---- | ---- | ---- | ---- | ---- | ---- | ---- | ---- | ---- |
| 207  | 181  | 181  | 170  | 170  | 172  | 166  | 162  | 163  |      |